# Extensão do tronco

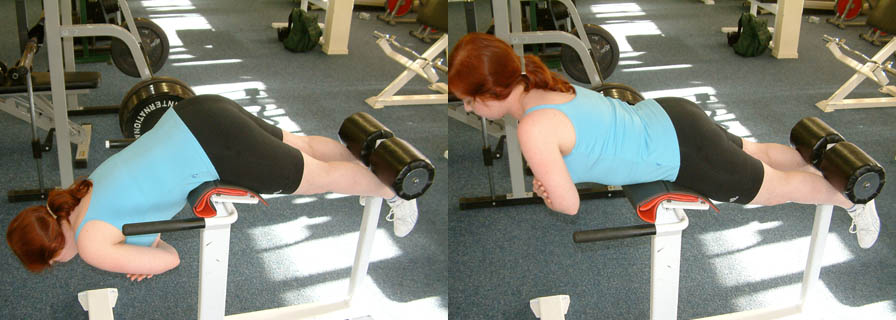
A extensão do tronco deve ser deixada para o final do treinamento, porque em outros exercícios os músculos da região lombar são usadas para manter a postura ereta. Isto não se torna possível se os músculos já forem anteriormente exercitados e exauridos.

Extensão do tronco é um exercício de treinamento com pesos que trabalha a musculatura posterior do corpo, principalmente os músculos eretores da espinha.